# Syrisch-Libanesische Kommunistische Partei

Logo der Partei

Die Syrisch-Libanesische Kommunistische Partei (französisch Parti communiste de la Syrie et du Liban, arabisch الحزب الشيوعي السوري اللبناني, DMG al-ḥizb aš-šuyūʿī as-sūrī al-lubnānī), eine kommunistische politische Partei aus dem französischen Völkerbundmandat für Syrien und Libanon, wurde im Jahre 1924 vom libanesischen Ägypter Fu'ad al-Shimali, dem Libanesen Yusuf Yazbek und dem libanesischen Armenier Artin Madoyan gegründet.
Der Generalsekretär der kommunistischen Partei war Chalid Bakdasch, die Parteifarbe war rot.

## Geschichte
Die Partei wurde beim 6. Kongress der Kommunistischen Internationale im Jahre 1928 von Fu'ad al-Shimali repräsentiert. Unter dem Französischen Mandat über Syrien war sie zunächst eine Untergrundorganisation, 1936–1939 war sie unter der französischen Volksfront-Regierung legal, nach einer kurzen Phase der Illegalität erneut 1941. Die Partei entschied sich 1936 zur Zusammenarbeit mit der nationalistischen Bewegung und dem Zurückstellen ihrer eigenen sozialistischen Themen. Dies stand im Einklang mit dem 7. Kongress der Kommunistischen Internationale im Jahre 1935.
Später wurde die Partei in die Syrische Kommunistische Partei und die Libanesische Kommunistische Partei unterteilt, aber diese Ende 1943 getroffene Entscheidung wurde erst 1964 umgesetzt. Bis dahin gab es noch ein gemeinsames Zentralkomitee und Politbüro. Die Nachfolger der Partei in Syrien spaltete sich 1986 wiederum in die Bakdasch-Faktion und in die Syrische Kommunistische Partei - Vereint unter Yusuf Faisal auf. Auch die sich 2012 von der Bakdasch-Fraktion abgespaltene Partei des Volkswillens ist ein indirekter Nachfolger.